# Erzgebirge
Erzgebirge (nume german; în cehă Krušné hory; în română Munții Metaliferi) sunt un masiv muntos din grupa muntoasă Mittelgebirge care se află la granița dintre Saxonia și Boemia, cu alte cuvinte între Germania și Cehia. Cele mai înalte vârfuri ale sale sunt Fichtelberg (1.215 m) și Keilberg (cehă Klínovec) (1.244 m).

## Etimologie
În trecut au existat mai multe denumiri pentru acest masiv. De exemplu, în secolul al IX-lea este numit „Hircanus Saltus” sau „Fergunna”. Două secole mai târziu episcopul și cronicarul Thietmar von Merseburg utilizează denumirea de „Miriquidi”, ca în secolul XII să fie numit „Saltus bohemicus” (Pădurea Boemiei) germană Böhmischer Wald, Beheimer Wald sau Böhmerwald, denumire care este folosită și azi pentru munții de pe teritoriul Cehiei.

## Descrierea topografică
Munții Erzgebirge se întind pe o lungime de 150 km și pe 40 km lățime. La est masivul se continuă cu Munții Elbei (germană Elbsandsteingebirge) iar la vest cu Munții Elster (germană Elstergebirge) și cu zona saxonă Vogtland. La sud de regiunea estică a Munților Erzgebirge se întinde regiunea de nord a Munților Böhmerwald (din Cehia), iar la sud de regiunea vestică a Munților Erzgebirge se află „Egergraben” (Depresiunea Eger din Cehia) și Munții Duppau. Granița de nord a munților este neclar delimitată prin continuarea cu masivul muntos „Pultschollengebirge”. Din punct de vedere geologic, munții ajung spre vest prin masivul Windberg (353 m) până la marginea orașului Dresda, iar în est cu Valea Kerbului (germană Kerbtal) până la Valea Elbei (Elbtalkessel), unde se află localitățile Pirna și Meißen.
Regiunea de trecere la zona colinară se află între orașele Chemnitz și Zwickau.

## Înălțimi
In Erzgebirge se află cca 30 de vârfuri cu o altitudine de peste 1.000 de m.
- Klínovec (Keilberg), 1.244 m, cel mai înalt vârf din Erzgebirge
- Fichtelberg, 1.215 m, cel mai înalt vârf din Sachsen
- Božídarský Špičák (Gottesgaber Spitzberg), 1.115 m
- Meluzína (Wirbelstein), 1.094 m
- Blatenský vrch (Plattenberg), 1.043 m
- Plešivec (Pleßberg), 1.028 m
- Auersberg, 1.019 m
- Jelení hora (Haßberg), 993 m
- Loučná (Wieselstein), 956 m, cel mai înalt munte din Osterzgebirge
- Mědník (Kupferhübel), 910 m
- Kahleberg, 905 m, cel mai înalt vârf din Osterzgebirge din Sachsen
- Bärenstein, 898 m, Tafelberg (munte retezat) de bazalt
- Hirtstein, 888 m
- Pöhlberg, 832 m, Tafelberg de bazalt
- Geisingberg, 824 m
- Komáří hůrka (Mückenberg), 808 m, cunoscut ca Mückentürmchen
- Scheibenberg, 807 m, Tafelberg de bazalt
- Schwartenberg, 789 m
- Greifensteine, 731 m
- Špičák, 723 m, Sattelberg (munte cu șa)

## Galerie de imagini

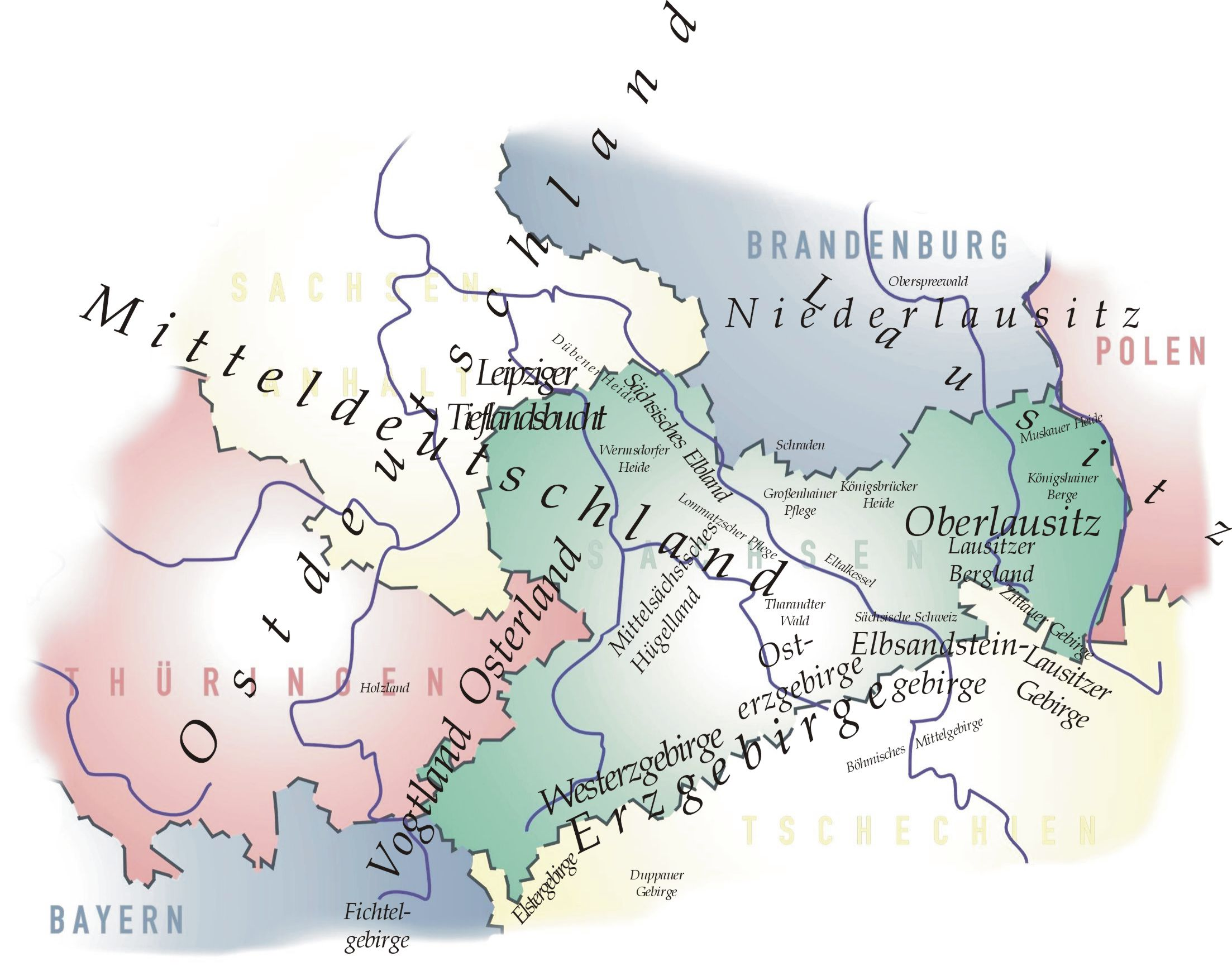
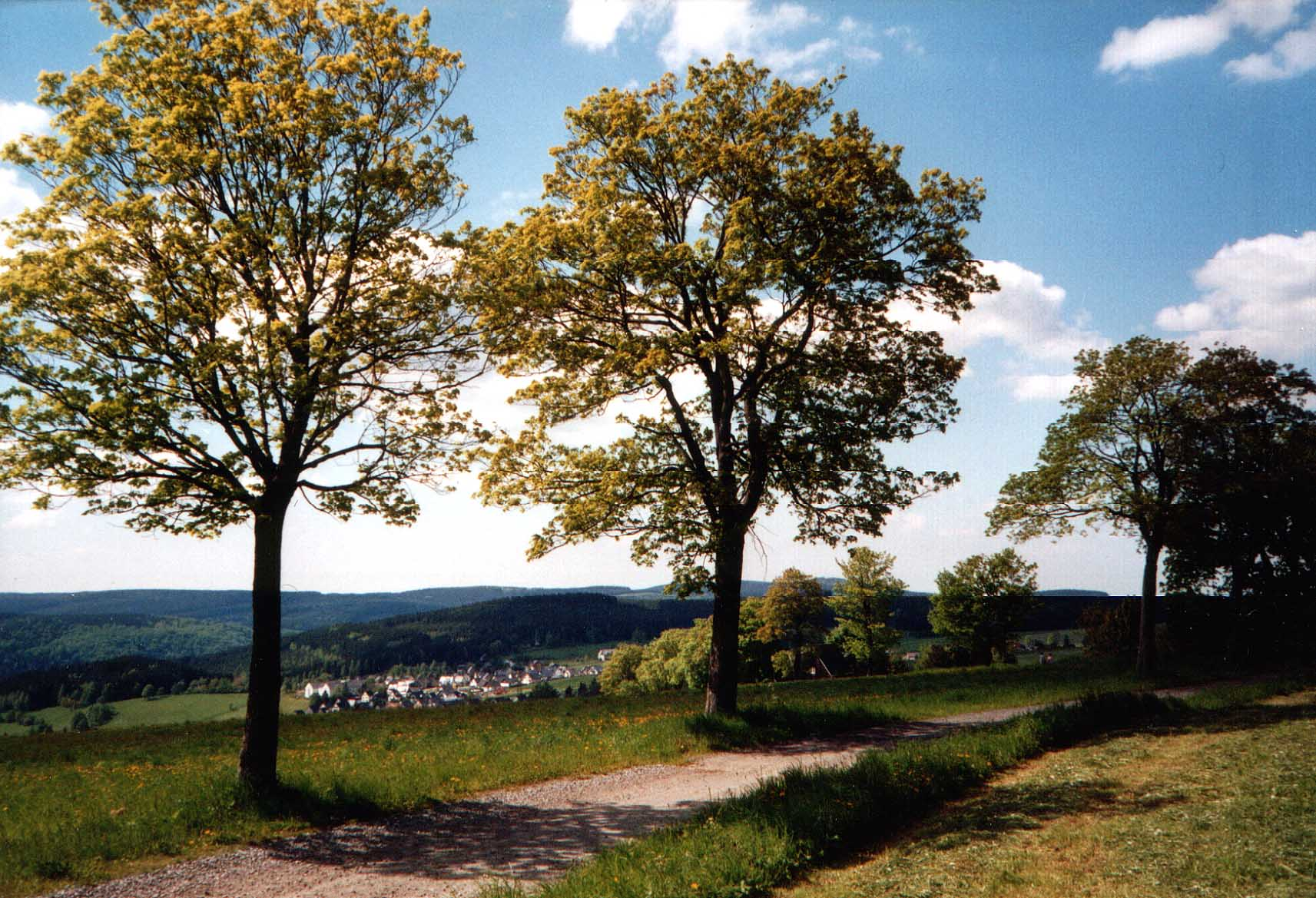
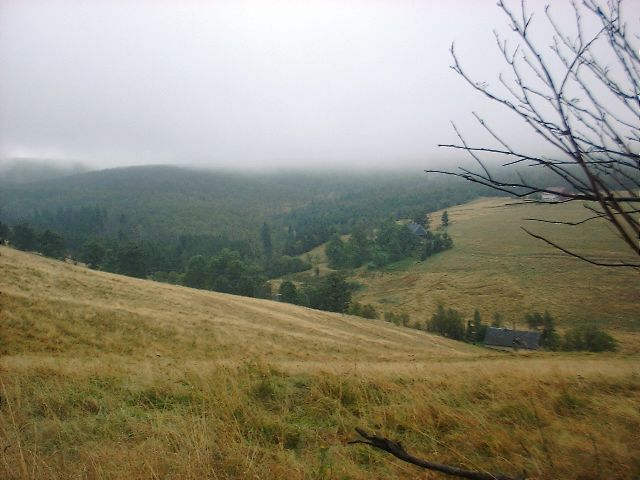
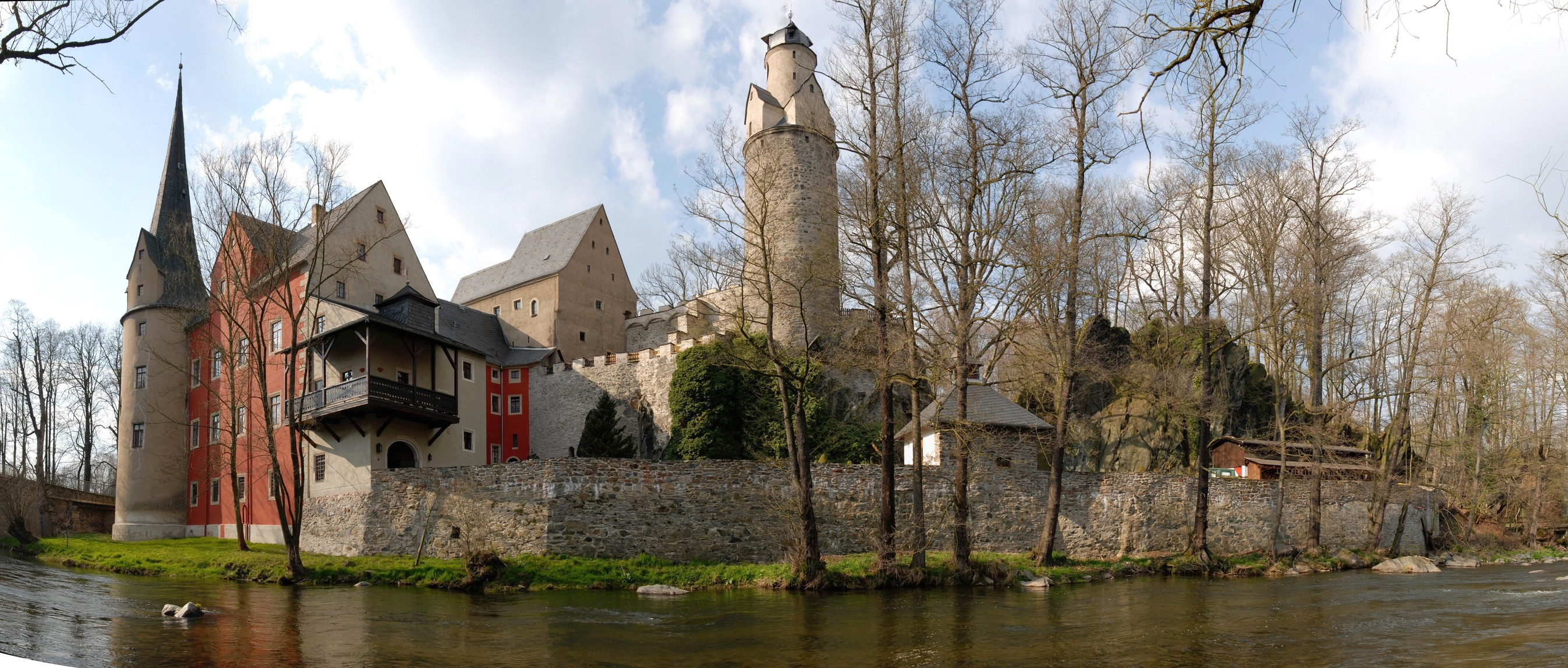